# Grand Central Terminal
Grand Central Terminal (onofficieel: Grand Central Station) is het hoofdtreinstation van New York in de Verenigde Staten. Het ligt op Vanderbilt Avenue in Manhattan maar is eigenlijk ingesloten tussen Madison Avenue en Lexington Avenue. Dit kopstation heeft de meeste perrons ter wereld: 44 perrons en 67 sporen.
Het station werd geopend in oktober 1871, maar het nog in gebruik zijnde gebouw werd geopend in 1913. De bouw naar plannen van Warren and Wetmore in associatie met Reed and Stem in jugendstil liep van 1903 tot 1913. Spoorwegmaatschappij New York Central was de eigenaar van het gebouw. In 1968 fuseerde dit bedrijf met de Pennsylvania Railroad tot Penn Central, waarmee Grand Central in handen van het nieuwe bedrijf kwam. In 1970 ging Penn Central al failliet. Met de nationalisatie van de spoorwegen in het noordoosten van de Verenigde Staten in 1976 kwam het spoorbedrijf van Penn Central in handen van Conrail, maar Penn Central - dat de meeste van zijn spoorbezittingen verkocht en zich op de verzekeringsbranche ging concentreren - bleef eigenaar van Grand Central. Op 25 maart 1994 veranderde Penn Central Corporation zijn naam in American Premier Underwriters (APU). In 1995 is APU gekocht door American Financial Group.
In 1994 huurde de Metropolitan Transportation Authority het gebouw van de eigenaar voor een periode van 280 jaar tot 15 februari 2274.
Dit kopstation heeft per dag ongeveer 575.000 bezoekers (ter vergelijking: het drukste station in de wereld Station Shinjuku in Tokio heeft 'slechts' 30 sporen maar ruim 3,6 miljoen passagiers per dag). Hoofdgebruiker van het station is de spoorwegmaatschappij Metro-North Railroad. Onder het station zijn tientallen restaurants en pubs te vinden, het metrostation Grand Central-42nd Street van de metro van New York en Grand Central Madison, de terminal met vier eilandperrons en acht sporen van de Long Island Rail Road. Deze laatste verbinding werd gerealiseerd van 2007 tot 2023 met een gigantisch infrastructuurproject, East Side Access, waarmee via de 63rd Street Tunnel het LIRR netwerk op Long Island wordt verbonden met Grand Central. De kosten waren in 2019 al opgelopen tot 12 miljard dollar.

## Zie ook

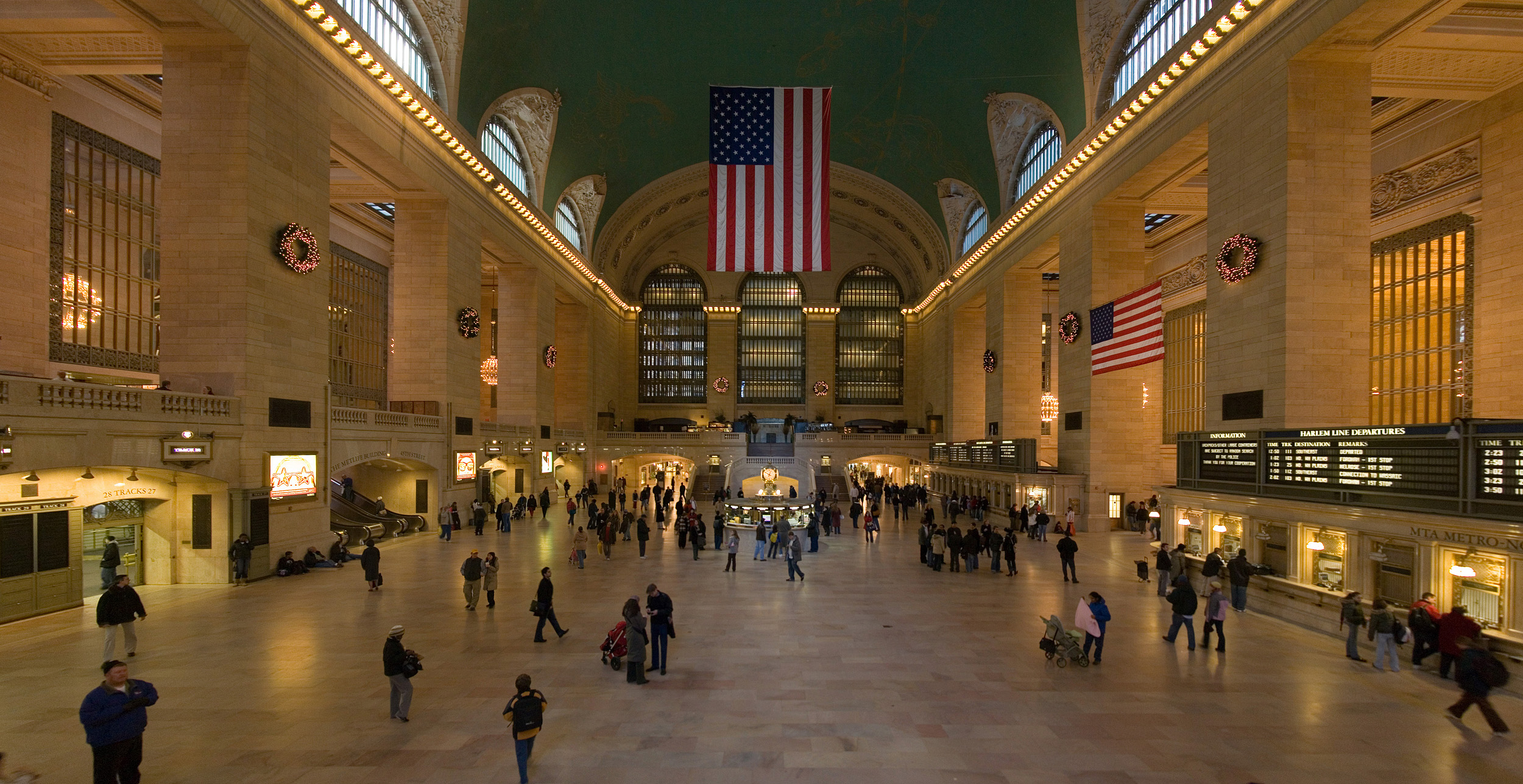
De grote hal van Grand Central Terminal